# Delia setifirma
Delia setifirma är en tvåvingeart som först beskrevs av Huckett 1951.  Delia setifirma ingår i släktet Delia och familjen blomsterflugor. Inga underarter finns listade i Catalogue of Life.